# لوک خوش‌شانس
لوک خوش‌شانس (به فرانسوی: Lucky Luke) یک داستان مصور فرانسوی-بلژیکی ساخته کاریکاتوریست بلژیکی موریس دو بور است. داستان در غرب وحشی می‌گذرد و دربارهٔ یک کابوی (گاوچران) به نام لوک خوش‌شانس است که گفته می‌شود سریع‌تر از سایه‌اش هفت‌تیر می‌کشد و در غرب وحشی عدالت را برقرار می‌کند. دشمنان اصلی لوک خوش‌شانس، «دالتون‌ها» بزهکارانی الهام گرفته از باند برادران دالتون هستند. داستان مملو از عناصر طنز و ژانر وسترن است.
لوک خوش‌شانس یکی از پرآوازه‌ترین مجموعه‌های کمیک در اروپا است و به زبان‌های گوناگون برگردان شده‌است.

## تاریخچه

تصویر لوک خوش‌شانس و جالی در نخستین کتاب منتشر شده با عنوان "آریزونا ۱۸۸۰"

ماجراهای لوک خوش‌شانس نخستین‌بار در سال ۱۹۴۶ (میلادی) در مجله بلژیکی-فرانسوی اسپیرو (به فرانسوی: Spirou) به چاپ رسید. رنه گوسینی بهترین دوران این کمیک استریپ را نوشت.
موریس دو بور (۱۹۲۳–۲۰۰۱) پدیدآور بلژیکی مجموعه لوک خوش‌شانس که طراح گرافیک بود در اوایل دهه ۴۰ (میلادی) در مجله اسپیرو (یکی از پرآوازه‌ترین مجلات کمیک فرانسوی) طراحی می‌کرد. موریس بلژیکی به آمریکا رفت و ۶ سال در آنجا زندگی کرد. پس از آن تصمیم گرفت شخصیت گاوچرانی را پدید آورد و با فیلم‌های وسترن آن دوران شوخی کند. او می‌خواست در پاسخ به وسترن‌های پر زد و برخورد هالیوود، یک وسترن اروپایی با زبانی منتقدانه و سرگرم‌کننده به چاپ برساند.
در ده کتاب نخست، خود موریس علاوه بر طراحی صحنه‌های داستان، نویسندگی آن‌ها را هم برعهده داشت. پس از انتشار ۱۸ جلد از این مجموعه، رنه گوسینی، نویسنده فرانسوی، از جلد نوزدهم مجموعه به گروه خالقان این اثر پیوست تا دوران طلایی گاوچرانی که غروب‌ها به سوی آفتاب اسب‌سواری می‌کند شکل بگیرد. در این دوران، موریس تنها داستان‌های گوسینی را تصویر می‌کرد.
پس از مرگ گوسینی در سال ۱۹۷۷ موریس برای مدتی به تنهایی سرپرستی نوشتن و طراحی داستان‌ها را بر عهده گرفت. اما بعدها هم‌کاری نویسندگان و طراحان بسیار در ساخت اثر باعث شد این مجموعه مصور، یگانگی داستانی خود را از دست بدهد و رفته‌رفته در سال‌های بعد، از محبوبیت آن کاسته شد.
آخرین کتاب مصور شده توسط گوسینی، یک سال پس از مرگ او منتشر شد و دو سال بعد، هفتاد و یکمین کتاب لوک خوش‌شانس در حالی منتشر شد که به جای نام طراح، نام دیگری غیر از موریس چاپ شده بود.
پس از مرگ موریس در سال ۲۰۰۱ آشده هنرمند فرانسوی همچنان در حال نوشتن داستان‌های تازه لوک خوش‌شانس در همکاری با نویسندگان لورن گررا، دانیل پنانک و تونینو بناکویستا بود.
پس از ۷۰ سال از نخستین انتشار ماجراهای لوک خوش‌شانس، در دسامبر سال ۲۰۱۶ اعلام شد که هشتاد و چهارمین کتاب مصور این مجموعه با عنوان "مردی که به لوک خوش شانس شلیک کرد" ادامه پیدا خواهد کرد.

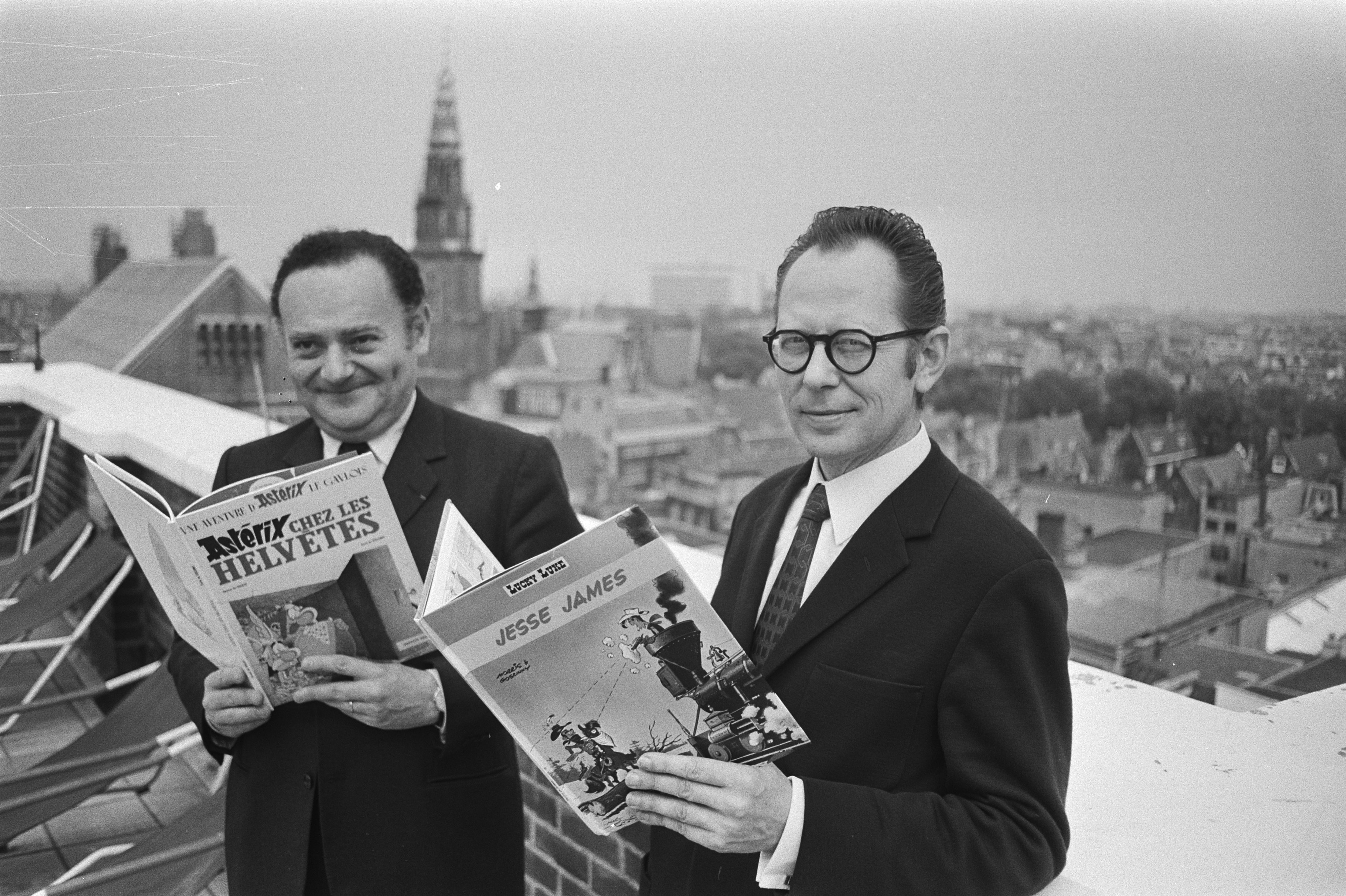
موریس و رنه گوسینی

## بررسی اجمالی
«لوک خوش‌شانس»: کابوی تنهایی است که به جز اسب روشنفکر و باهوش خود «جالی جامپر» و یک سگ دست و پا چلفتی به اسم «رانتانپلان» (که در ایران به «بوشوگ» شناخته می‌شود) هیچ همدم دیگری ندارد. او در جلدهای نخست کتاب، همیشه سیگار به لب داشت اما در نسخه‌های امروزی، خوشه گندم به دهان می‌گیرد.
تقریباً بیشتر شخصیت‌های فرعی که حضور ثابتی در کتاب‌های لوک دارند از روی شخصیت‌های واقعی الهام گرفته شده‌اند؛ مانند بیلی د کید، کالامیتی جین، برادران دالتون، و گروه جسی جیمز که در زمان خودشان جزء شناخته‌شده‌ترین خلافکارهای ایالات متحده بودند. حتی قاضی روی بین هم که در بعضی داستان‌ها حضور دارد در زمان زندگی یکی از خوشنام‌ترین قاضی‌های آمریکا بود.
معروفترین شخصیت‌های فرعی داستان که بیشترین حضور را هم در مجموعه دارند، برادران دالتون هستند. دالتون‌های کتاب اصلی، یک‌بار در یکی از کتاب‌های اولیه لوک حاضر شدند و در انتهای کتاب هم کشته شدند؛ ولی دالتون‌های پویانمایی، پسرعموهای دالتون‌های اصلی هستند که در کتاب بعدی تصمیم گرفتند راه اقوامشان را ادامه دهند.

## رسانه

### سریال
- در سال ۱۹۸۳ شرکت هانا-باربرا با همکاری موریس، نخستین مجموعه پویانمایی لوک خوش‌شانس را در ۲۶ قسمت تهیه کرد. پس از آن در سال ۱۹۹۱ بیست و شش قسمت دیگر هم توسط همین شرکت ارائه شد.
- دومین سری پویانمایی‌های تولید شده توسط اولیویه ژان ماری ، ماجراهای جدید لوک خوش‌شانس در سال ۲۰۰۱ در مجموعه ۵۲ قسمتی از ماجراهای او به تصویر درآمد.
- سریال دیگری بر اساس شخصیت دالتون‌ها به همین نام در سال ۲۰۱۰ توسط اولیویه ژان ماری تولید شد.
- در سال ۲۰۲۰ ، انیمیشن سریالی بچه خوش شانس که به صورت یک فصل ساخته و منتشر شد.

### سینما

لایو اکشن لوک خوش شانس با بازی ژان دوژاردن

- رنه گوسینی، ویلیام هانا، جوزف باربرا و موریس سه فیلم پویانمایی لوک خوش‌شانس را به نام‌های: شهر گل مروارید (۱۹۷۱)، ارثیه دالتون ها(۱۹۷۸)، دالتون‌های فراری (۱۹۸۳) تولید و کارگردانی کردند.
- در سال ۱۹۹۱ فیلم لایو اکشن ایتالیایی، لوک خوش‌شانس با بازی ترنس هیل ساخته شد.
- در سال ۲۰۰۴ لایو اکشن دالتون ها با بازی تیل شوایگر در نقش لوک خوش‌شانس ساخته شد.
- در ۵ دسامبر ۲۰۰۷ یک فیلم پویانمایی به نام پیش به سوی غرب! منتشر شد و موفق به دریافت جایزه آنی سال ۲۰۰۷ شد.
- در سال ۲۰۰۹ ، تولیدکنندگان فیلم دالتون ها ، لایو اکشن لوک خوش‌شانس را ساختند.
- فیلم ایرانی بازگشت لوک‌خوش‌شانس در سال ۱۳۹۴ ساخته شد.
- علاوه بر ساخته شدن یک فیلم ایرانی، دو فیلم ترکی به نام های کیت قرمز در سال ۱۹۷۰ و گاوچرانی که اسبش را دوست دارد که در سال ۱۹۷۵ ساخته شدند.

### بازی‌های ویدئویی
در طول سال‌ها چندین بازی ویدئویی لوک خوش‌شانس برای بسیاری از کنسول‌ها منتشر شدند. بیشتر آن‌ها توسط اینفگرامز منتشر شده و تنها در اروپا منتشر شدند. تنها نسخه‌هایی که برای بازار آمریکای شمالی منتشر شدند نسخه‌های گیم بوی کالر و پلی استیشن بودند.
- لوک خوش‌شانس و دالتون‌ها (به انگلیسی: Lucky Luke and Daltons) سال ۲۰۱۵ برای نینتندو ۳دی‌اس
- پیش به سوی غرب (به انگلیسی:Go West) سال ۲۰۰۷ برای وی و نینتندو دی‌اس و مایکروسافت ویندوز
- لوک خوش‌شانس: تحت تعقیب! (به انگلیسی: Lucky Luke wanted) سال ۲۰۰۱ برای گیم بوی ادونس
- لوک خوش‌شانس: تب غربی (به انگلیسی: Lucky Luke western fever) سال ۲۰۰۱ برای پلی استیشن و مایکروسافت ویندوز
- لوک خوش شانس: قطار جنایتکار (به انگلیسی: Lucky Luke:Desperado Train) سال ۲۰۰۰ برای گیم بوی کالر
- لوک خوش‌شانس (بازی ویدئویی ۱۹۹۹) (به انگلیسی:Lucky Luke) برای گیم بوی کالر
- لوک خوش‌شانس: به دنبال دالتون‌ها (به انگلیسی: Lucky Luke on the Daltons trail) سال ۱۹۹۸ برای پلی‌استیشن
- لوک خوش شانس (بازی ویدئویی ۱۹۹۶) (به انگلیسی : Lucky Luke The Video Game) برای CD-i

### فیلم کوتاه
- لوک خوش شانس: پایان افسانه یک فیلم کوتاه در ژانر کمدی، وسترن و ماجراجویی است که در سال ۲۰۲۲ میلادی به صورت فن فیلم تولید شده است. این فیلم به همراه یک بازی موبایلی که در سال ۲۰۲۵ منتشر می‌شود، به دلیل سبک بصری منحصر به فرد خود مورد توجه قرار گرفته است.[۴]

## ترجمه‌ها

### زبان‌ها
کمیک‌های لوک خوش‌شانس به زبان‌های گوناگونی برگردان شده‌اند.

#### انگلیسی
کمیک‌های لوک خوش‌شانس در مجلات کمیک بریتانیا مانند کمیک فان فان یا جیگل (در سال ۱۹۶۷) منتشر شدند.
شرکت بروکامپتون، لستر، انتشار کتاب‌های لوک خوش‌شانس را در جلد سخت و نرم، با شش عنوان از ۱۹۷۲ تا ۱۹۷۴ منتشر کرد.
شرکت ساین بوک از سال ۲۰۰۶ نسخه‌های انگلیسی زبان لوک خوش‌شانس را منتشر کرده‌است. هر دو ماه یک جلد تازه منتشر می‌شود.

#### فارسی
نام این داستان مصور در دوبله‌های فارسی پیشین لوک بی‌باک نامیده می‌شد. بیشتر مخاطبان ایرانی، ماجراهای لوک خوش‌شانس را با صدای منوچهر والی‌زاده می‌شناسند. اما برای نسلی قدیمی‌تر از مخاطبان ایرانی که دنبال‌کننده ماجراجویی‌های این قهرمان بودند احتمالاً او را با نام «لوک بی‌باک» یا همان «لاکی لوک» به یاد دارند.

##### تیتراژ پایانی
در پایان هر قسمت از داستان‌های لوک خوش‌شانس، نمای ثابتی وجود دارد که در آن لوک، سوار بر جالی و در حالی که بوشوگ هم آن‌ها را دنبال می‌کند رو به غروب، آرام و خسته حرکت می‌کند و به تدریج صدای موسیقی اوج می‌گیرد و خواننده‌ای با صدایی خسته شروع به خواندن: «من گاوچران تنهایی هستم که از خانه‌ام دور افتاده‌ام…» می‌کند. اما در نسخه دوبله شده فارسی، این نما تقریباً حذف شده و خیلی کوتاه نشان داده می‌شود.

## انتقادها

### سیاه‌پوستان آمریکا
با اینکه داستان‌های لوک در دوران جنگ داخلی آمریکا رخ می‌دهد اما در هیچ‌یک از کتاب‌ها هیچ اشاره‌ای به سیاه‌پوستان آمریکا و برده‌داری در آمریکا نشده‌است.

### سیگار
لوک خوش‌شانس در جلدهای نخست کتاب، همیشه سیگار به لب داشت اما در نسخه‌های امروزی کاه به دهان می‌گیرد.